# Schiltach
Schiltach é uma cidade da Alemanha, no distrito de Rottweil, na região administrativa de Freiburg, estado de Baden-Württemberg.

## Galeria de imagens

Schiltach
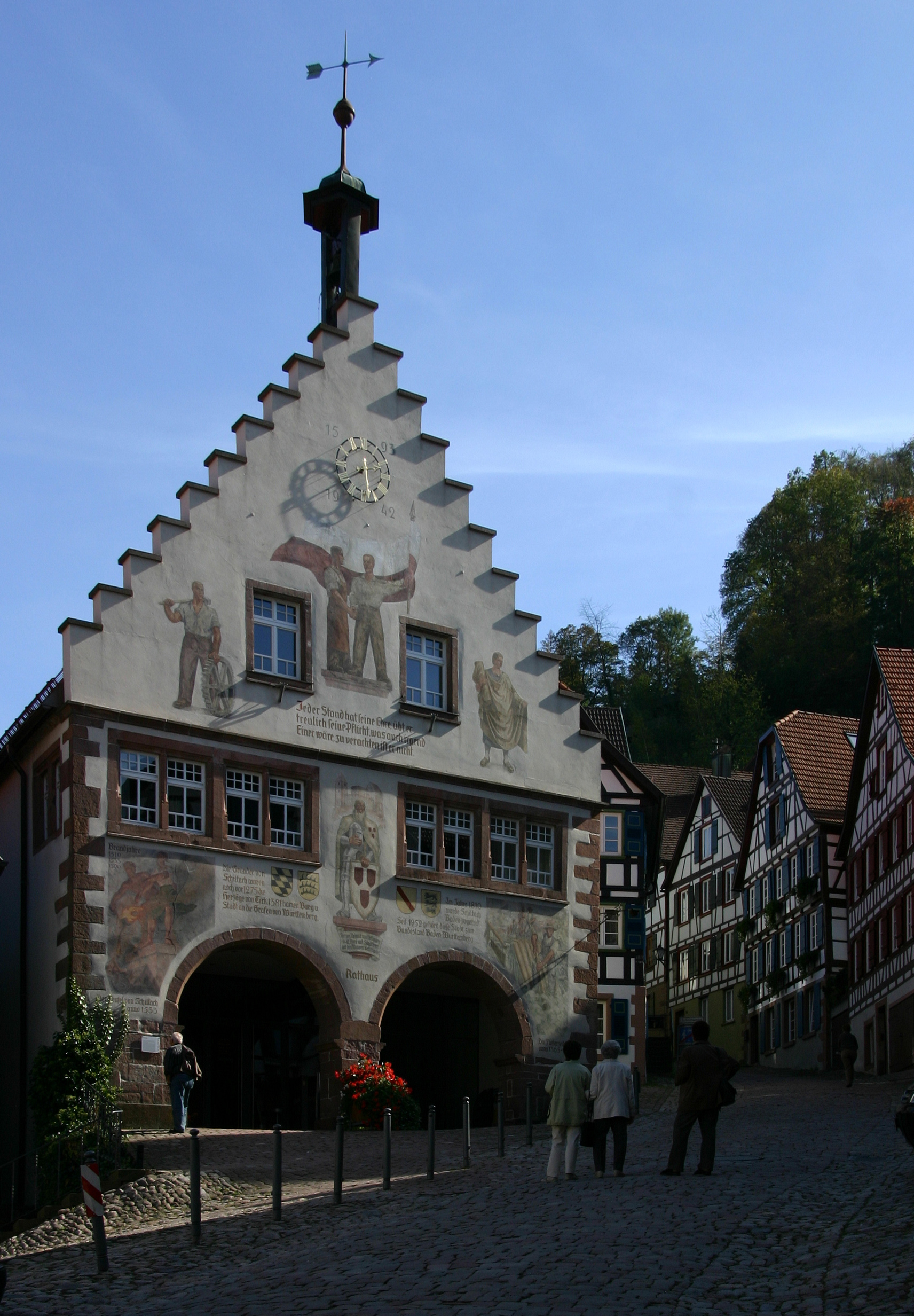
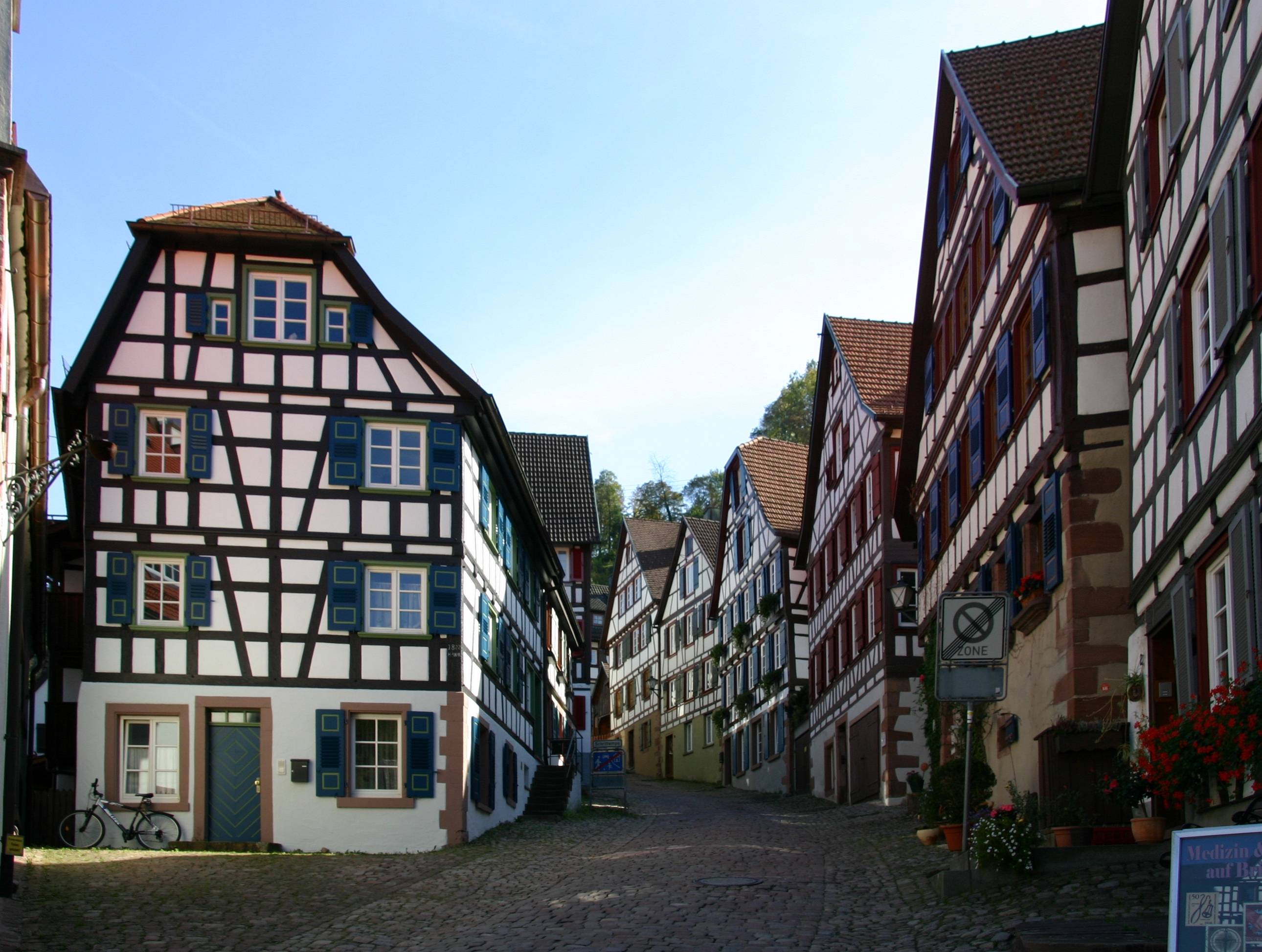
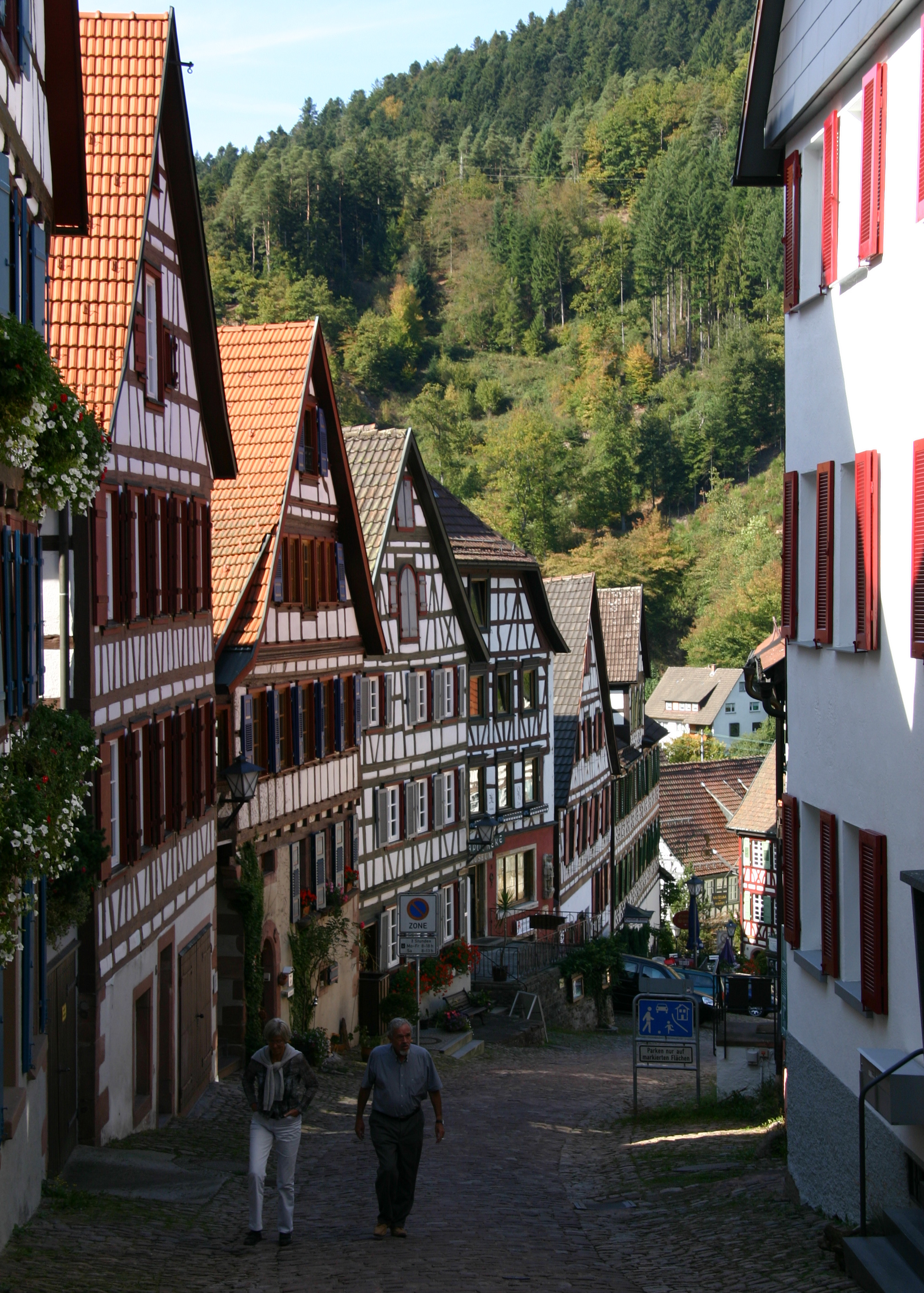
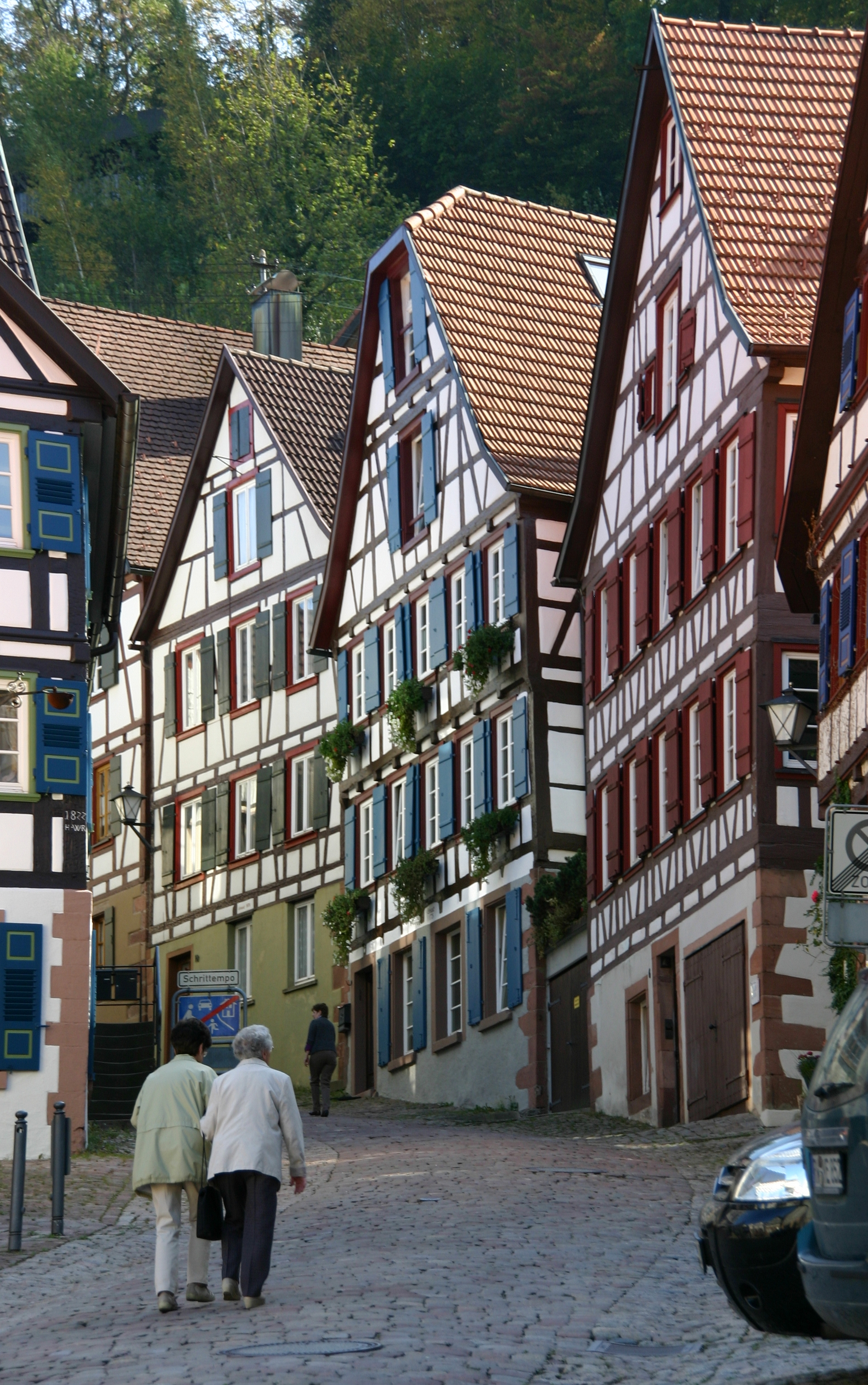
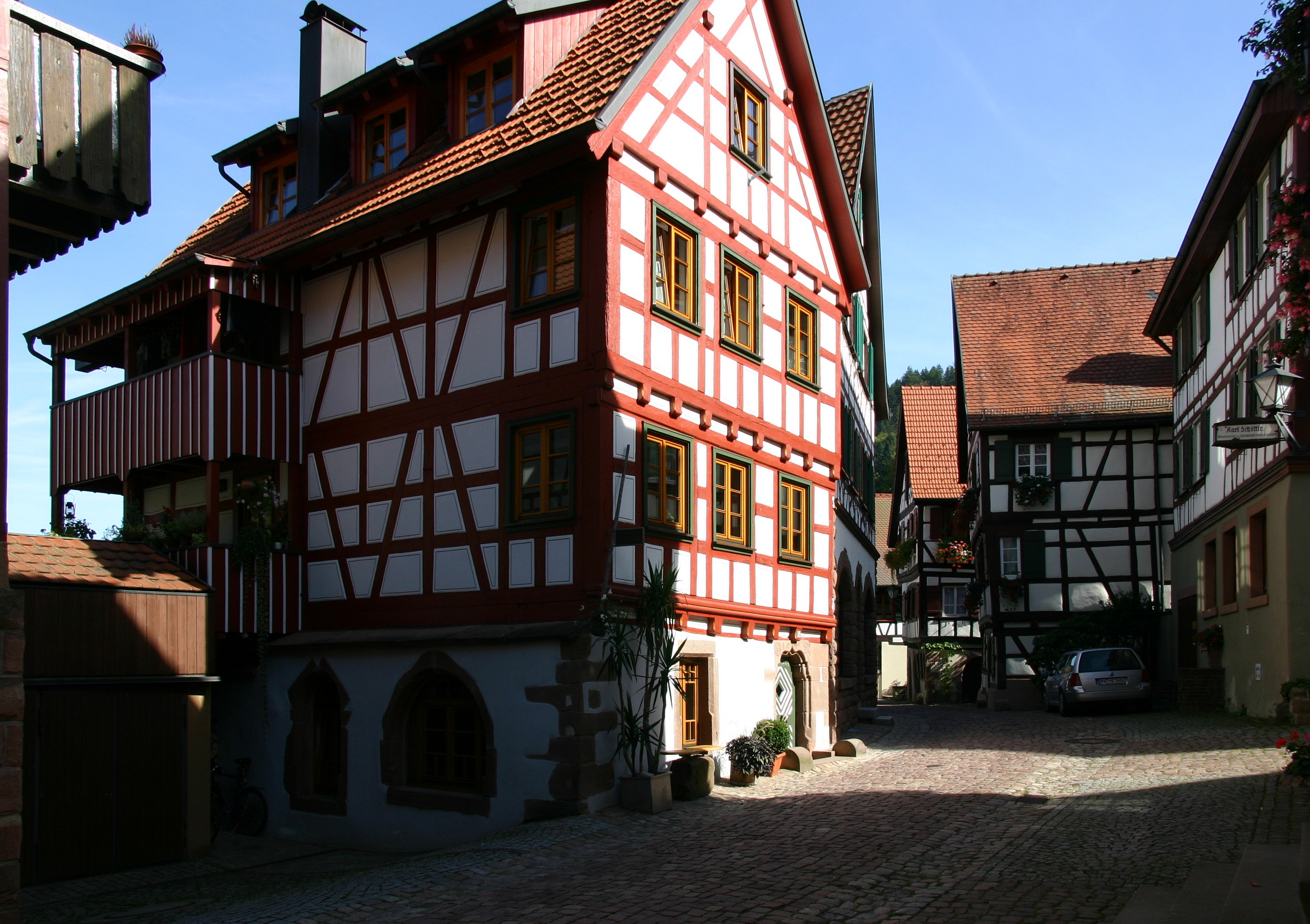